# 天主教切塞納-薩爾西納教區
天主教切塞納-薩爾西納教區（拉丁語：Dioecesis Caesenatensis-Sarsinatensis），是義大利一個天主教教區。屬拉韋納-切爾維亞總教區。
教區位於費利-切塞納省共十四市，教座位於切塞納。現任教區為主教為道格拉斯·雷加蒂耶里。2006年有教友160,000人，佔總人口95.8%。有101個堂區、司鐸166位。

## 歷史
切塞納教區傳統上被認為成立於1世紀，但第一位有文獻記載的主教出現於額我略一世的信函中。1159年教區被置於聖座直轄之下。16世紀起屬拉韋納總教區管轄。
薩爾西納教區傳統上被認為成立於4世紀，首位主教聖維奇尼奧也是教區的主保聖人之一。教區在拿破崙時期被解散，法國撤退後恢復。1824年8月28日至1872年間教區與貝爾蒂諾羅教區合併。
1976年5月1日起切塞納和薩爾西納兩教區由同一主教牧養。1986年9月30日兩個教區合併，成立新的教區並易名至今。